# Francisco Torres (jesuita)
Francisco Torres, también conocido como Turrianus, Francisco Turrianus, Francisco Turriano o Francisco de la Torre (Herrera de Pisuerga, hacia 1509-Roma, 21 de noviembre de 1584) fue un jesuita helenista español.

## Biografía
Sobrino de Bartolomé Torres, obispo de Canarias. Estudió en la universidad de Salamanca y vivió en Roma con el cardenal Giovanni Salviati y con Girolamo Seripando.
En 1562 el papa Pío IV le envió al concilio de Trento, y el 8 de enero de 1567 se hizo jesuita. Fue profesor en el Collegio Romano, participó en la revisión de la Vulgata sixtina, y tuvo como compañeros literarios a Stanislaus Hosius y César Baronio. Sus contemporáneos le llamaban helluo librorum (glotón de libros) por la rapidez con que examinaba las principales bibliotecas. En los últimos años de su vida, Turriano mantuvo una continua batalla literaria con el protestante francés Antoine de la Roche Chandieu y permaneció en Roma, donde murió.

## Obra
Defendió las doctrinas de la Inmaculada Concepción, la autoridad del soberano pontífice sobre el concilio, la autoridad divinamente designada de los obispos, la comunión bajo una sola clase para los laicos, la autenticidad de los cánones apostólicos y de las decretales pseudoisidorianas, y alegando la antigüedad de la fiesta de la Presentación de la Santísima Virgen, que Pío V había suprimido, trabajó por su restablecimiento.
David Blondel le acusó de falta de juicio crítico, y Jerónimo Nadal de mordacidad contra los protestantes. Escribió más de setenta libros, principalmente polémicos, contra los protestantes, y traducciones sobre todo de los padres griegos de la Iglesia, muchos de cuyos tratados encontró escondidos en las bibliotecas. 